# Edwardsville (Alabama)
Edwardsville è un comune degli Stati Uniti d'America situato nella contea di Cleburne dello Stato dell'Alabama.